# Perkebunan Turangi (Bohorok)
Perkebunan Turangi is een bestuurslaag in het regentschap Langkat van de provincie Noord-Sumatra, Indonesië. Perkebunan Turangi telt 1530 inwoners (volkstelling 2010).